# Líf
Para el personaje de la mitología nórdica véase Líf y Lífthrasir.

Líf fue el primer álbum lanzado por el artista islandés Stanya en 1982 a través de la discográfica Gramm.

Stanya era el nombre artístico del guitarrista Þorsteinn Magnússon, quien hasta ese momento estaba tocando en el grupo Þeyr.

Líf, que significa Vida contenía 6 canciones y fue producido por Tony Cook. Hoy día, este álbum no está disponible ya que nunca fue reeditado.

## Créditos
- Producción: Tony Cook.
- Estudio de grabación: Stemmu.
- Mezcla: Southern Studios, Londres.
- Arreglos: Þorsteinn Magnússon y Tony Cook.
- Composición e interpretación: Þorsteinn Magnússon.
- Lanzamiento: Gramm.
- Álbum: Þorsteinn Magnússon.